# La perspectiva científica
La perspectiva científica (en inglés: The Scientific Outlook) es un libro de Bertrand Russell publicado en 1931. Pertenece al grupo de obras de divulgación científica que Russell escribió en el periodo de entreguerras (1918 a 1939). 
El libro es una llamada de atención para que la confianza en el progreso técnico sea puesta en su justo valor desde la perspectiva de sus efectos sobre la sociedad, y en último término, sobre el ser humano. 

## Contenido
En el libro, Russell considera tres temas fundamentales acerca de la ciencia: la naturaleza del conocimiento científico, la relación entre ciencia y el control sobre la naturaleza, y cómo cambiaría las vidas de las personas bajo formas de organización por la técnica científica.

### Parte I.Conocimiento científico
La obra se inicia con una primera parte, que además es la más larga, dedicada a examinar la naturaleza del conocimiento científico. Russell examina la historia y la filosofía de la ciencia, ofreciendo ejemplos de figuras importantes como Aristóteles, Galileo, Newton, Darwin, Einstein, Pávlov, James Jeans, Arthur Eddington, etc. A continuación, Russell explica dando su punto de vista sobre el método científico y de sus limitaciones (como el problema de la inducción o la ambigüedad del lenguaje ordinario frente a la lógica y matemática).
Para terminar, Russell habla acerca de la metafísica y la religión junto con cómo la ciencia va perdiendo su confianza. Así, de las antiguas supersticiones religiosas se ha pasado a un escepticismo derivado de la "ciencia como persecución del poder" sobre la "ciencia como persecución de la verdad".

### Parte II.La técnica científica
La segunda sección del libro cubre la ciencia como técnica, donde detalla varias formas en que la ciencia ha mostrado en los últimos siglos. Pero también contiene predicciones sobre el futuro.

### Parte III.La sociedad científica
La sección final muestra una visión distópica del futuro de la sociedad dentro de estados totalitarios. Russell propone la crianza comunal de niños, la planificación económica en lugar del capitalismo y la formación de un gobierno mundial, señalando alternativas racionales al statu quo, sin embargo este ideal comunitario se convierte en una sociedad reprimida. Se reprime la disidencia, los trabajadores son esterilizados a la fuerza y los individuos son torturados en nombre de la investigación científica. “La sociedad científica” es incompatible con los valores humanos (persecución de la verdad, con el amor, con el arte) debido al poder.
Al final del libro, acaba con la esperanza de que la perspectiva científica termine por ir acompañada de una nueva perspectiva moral en que aquellos que ejercen el poder han adquirido una reverencia adecuada para la humanidad.

“El hombre ha sido disciplinado hasta ahora por su sujeción a la naturaleza. Habiéndose emancipado de esta sujeción, muestra algunos de los defectos del esclavo que se convierte en amo. Una nueva perspectiva moral es necesaria, en la que la
sumisión a los poderes de la naturaleza sea reemplazada por lo que tiene el hombre de mejor. Cuando exista esa moral, la ciencia, que ha librado al hombre de su cautiverio de la naturaleza, podrá proceder a librarle de su cautiverio de sí mismo. Existen peligros, pero no son inevitables, y la esperanza en el futuro es, por lo menos, tan racional como el temor”.
pp. 220-221